# Østerlarsker Sogn
Østerlarsker Sogn  ist eine Kirchspielsgemeinde (dänisch Sogn) auf der dänischen Insel Bornholm.

## Geschichte
Bis 1970 gehörte sie zur Harde Bornholms Øster Herred im damaligen Bornholms Amt, danach mit dem Wegfall der Hardenstruktur zur Allinge-Gudhjem Kommune im unveränderten Bornholms Amt, die wiederum zum Januar 2003 in der Bornholms Regionskommune aufgegangen ist. Die Regionskommune war zunächst – wie Kopenhagen und Frederiksberg – amtsfrei, also direkt dem Staat unterstellt, und wurde dann mit der Kommunalreform zum 1. Januar 2007 der Region Hovedstaden zugeordnet.
Im Kirchspiel leben 868 Einwohner (Stand: 1. Januar 2023).

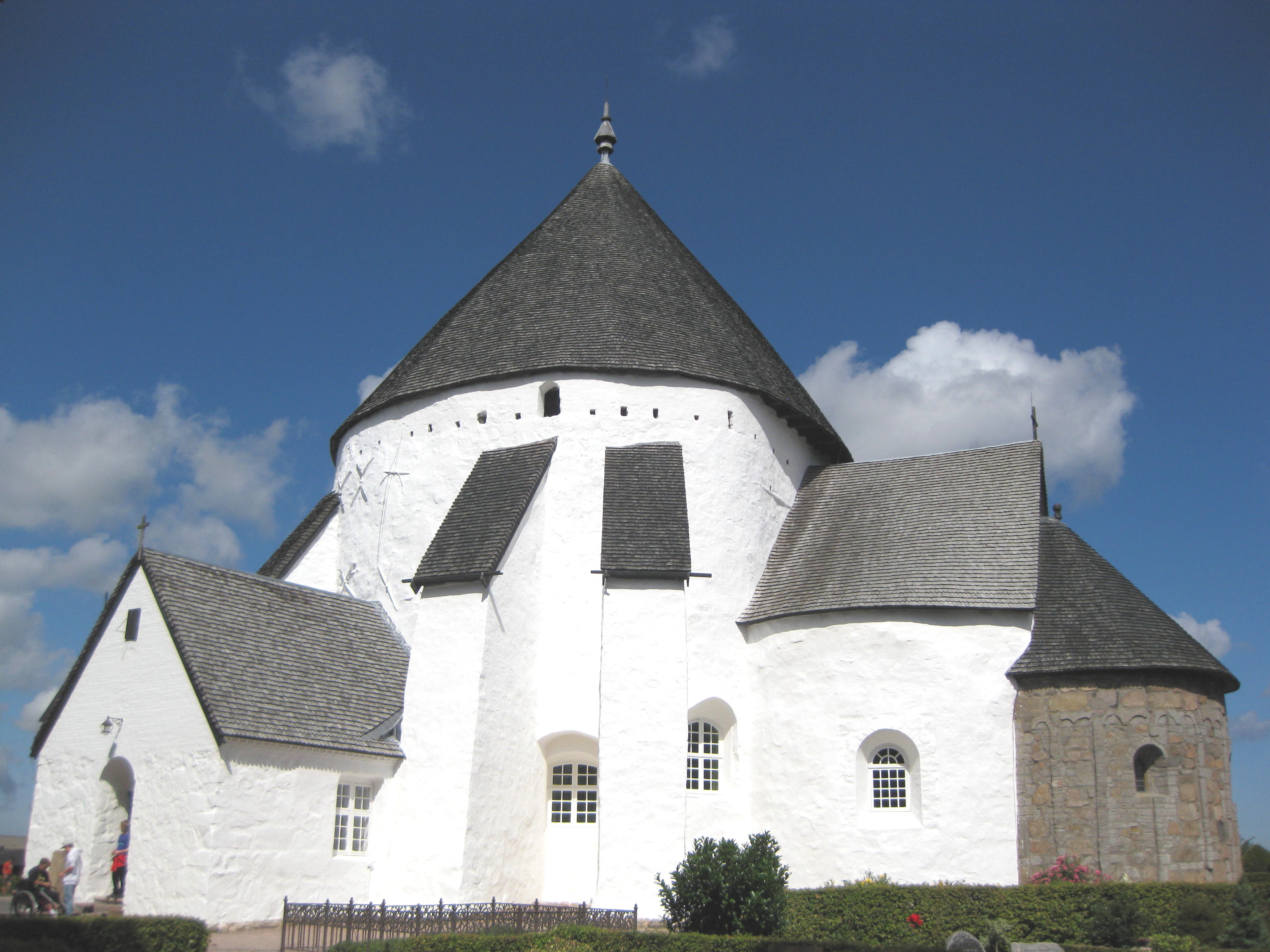
Østerlars Kirke

Im Kirchspiel liegt die Kirche „Østerlars Kirke“.
Nachbargemeinden sind im Westen Rø Sogn und Klemensker Sogn, im Süden Vestermarie Sogn und im Osten Østermarie Sogn, ferner im Norden Gudhjem Sogn.